# Musée de la Lunette de Morez
 (avril 2019).
Le musée de la Lunette de la ville de Morez (Jura-Franche-Comté) est consacré à toute la science optique et à son histoire, dans la région de Morez et dans le monde.
Il bénéficie du label musée de France au titre de la loi de 2002 et du label « Tourisme et Handicap ».

## Contexte et histoire
Morez est aujourd'hui, et depuis le début du XIXe siècle, la capitale de la lunetterie française. La ville doit son existence à la présence d'un cours d'eau, la Bienne, qui a permis le travail du fer. Morez est en effet une ville relativement jeune. Ce n'est qu'au XVIe siècle que des hommes s'installent au lieu-dit la Combe noire. Parmi eux un forgeron, Étienne Morel qui donnera son nom au village : Morez.
- Au XVIe siècle, de nombreuses clouteries se développent dans la commune de Morez et sa région. Cette fabrication permet de compléter les revenus des paysans du Haut-Jura, qui doivent affronter des hivers longs et rigoureux, ce qui paralyse leur activité d'élevage.
- Au XVIIe siècle l’activité horlogère s’implante dans le Haut-Jura avec notamment l’invention de l’horloge comtoise. De nombreux paysans pluri-actifs se spécialisent dans l'usinage et la fabrication de pièces destinées à l’horlogerie. À la fin du XVIIIe siècle, les Moréziens maîtrisent la technique de l'émaillage, d'abord au service de l'horlogerie, puis de la signalétique.
- En 1796, Pierre-Hyacinthe Caseaux, maître-cloutier à Morez, a l'idée d'employer le fil de fer pour fabriquer une paire de lunettes. Cette activité connaît des débuts prudents. Son filleul, Pierre-Hyacinthe Lamy, prend la relève et crée en 1820 le premier bâtiment consacré entièrement à la fabrication de montures métalliques.
- En 1830, la ville produit déjà plus de 2 000 lunettes par an dans un seul atelier. À la fin du XIXe siècle, il existe 39 ateliers employant plusieurs milliers de personnes. De 1796 à cette période, plus de 12 millions de lunettes ont déjà été créées[2].
- Jusqu'à la Seconde Guerre mondiale, hormis l'électrification des ateliers, les techniques de production n'évoluent guère. Aujourd'hui, la lunetterie reste avant-tout une industrie de main d'œuvre qui doit affronter la concurrence des lunetiers italiens et asiatiques. Avec 8 millions de montures fabriquées chaque année, le bassin morézien concentre 50 % de la production française.

## Collections
Les collections exposées au musée de la lunette s'organisent autour de trois thématiques principales.

### L'histoire locale et industrielle
De la proto-industrie à la lunetterie morézienne aujourd'hui, comment, qui et où fabrique-t-on des montures métalliques? Ce thème présente l’histoire de la lunetterie, de la clouterie, de l’horlogerie et de l’émaillerie jurassienne.
Cette section présente principalement la fabrication des lunettes, les différentes étapes ainsi que les matériaux utilisés. Il y a également des vidéos permettant de mieux s’approprier les gestes des ouvriers. Cette entrée permet de se rendre compte de l’importance de la lunetterie dans la région et plus particulièrement à Morez.

### L'optique
Entrée plus scientifique sur le fonctionnement de la vision, de l’œil, accompagnée de tests et de jeux interactifs sur la vision des couleurs, la vision en relief, les effets de mouvements, les effets d’optique, etc.

### Collection Pierre Marly-Essilor
Quatre cent cinquante lunettes modernes et anciennes sont ici présentées parmi les 2 500 objets que contient la collection. Les lunettes présentées ont été choisies pour leur histoire, leur propriétaire (notamment Marie de Médicis, Victoire de France ou Sarah Bernhardt), leur designer (André Courrèges ou Philippe Starck), leur forme, les matériaux utilisés ou la technique de fabrication. Pour finir, les principaux modèles issus des ateliers moréziens sont également présentés.

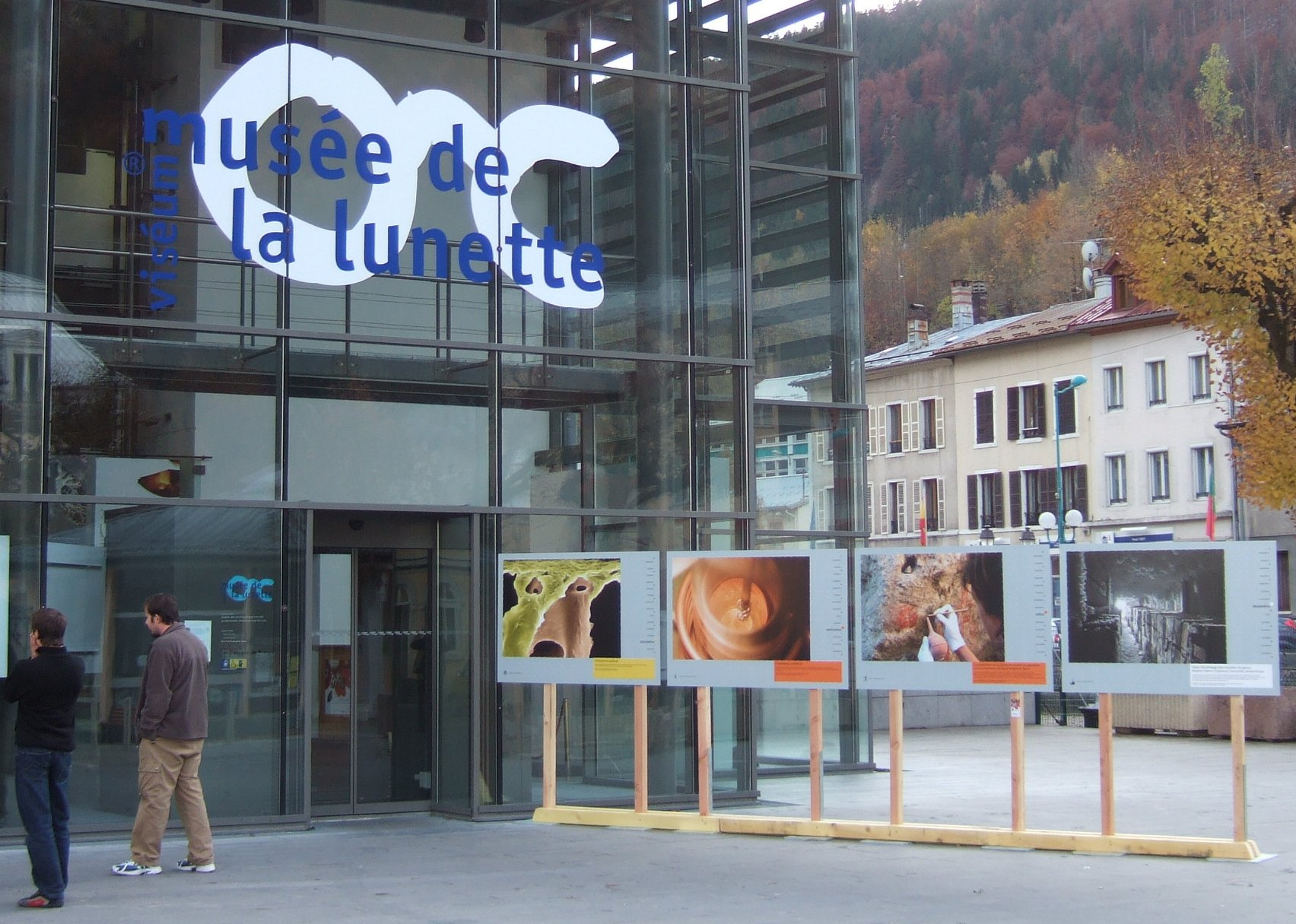
L'entrée.
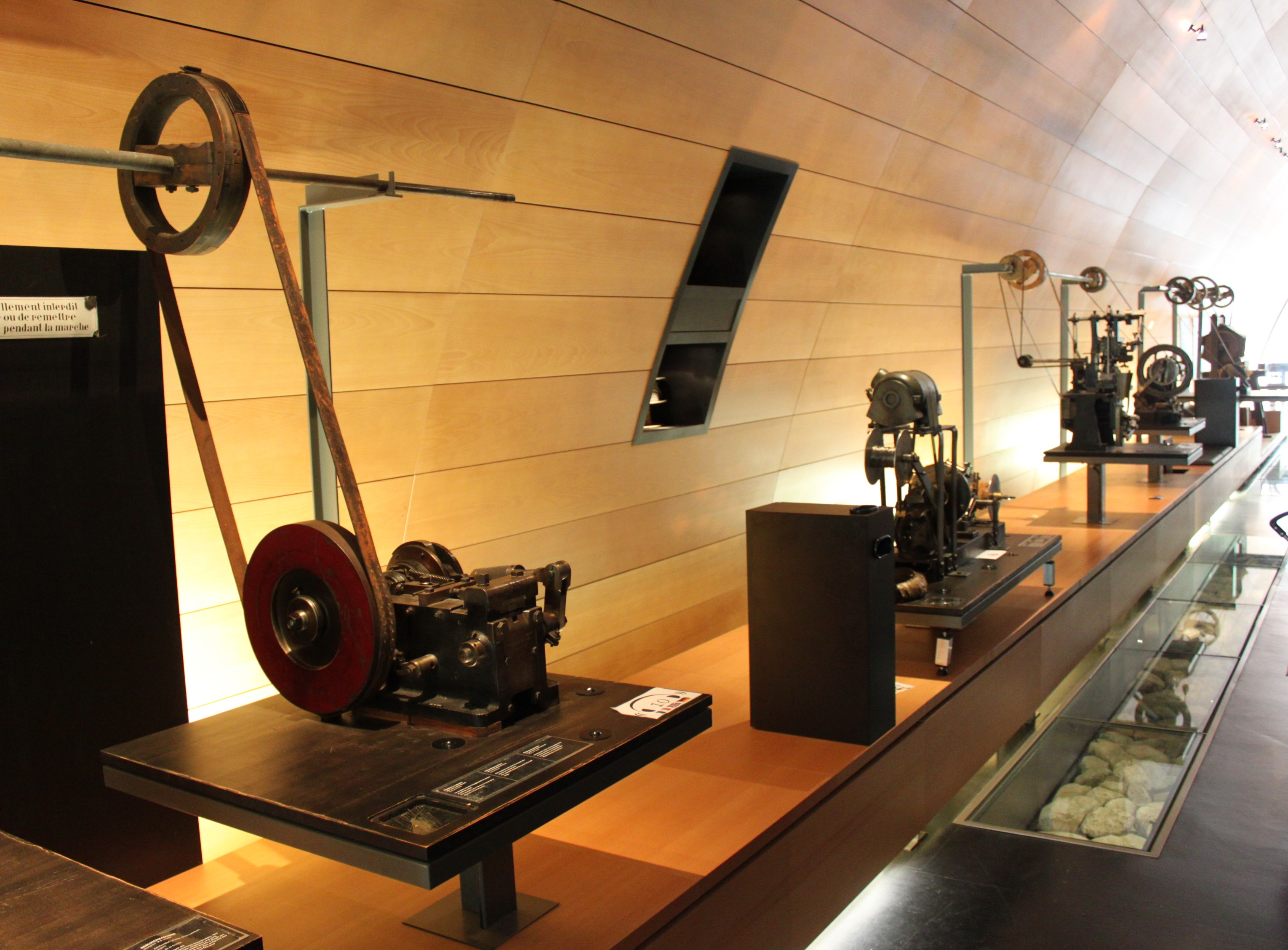
Machines.
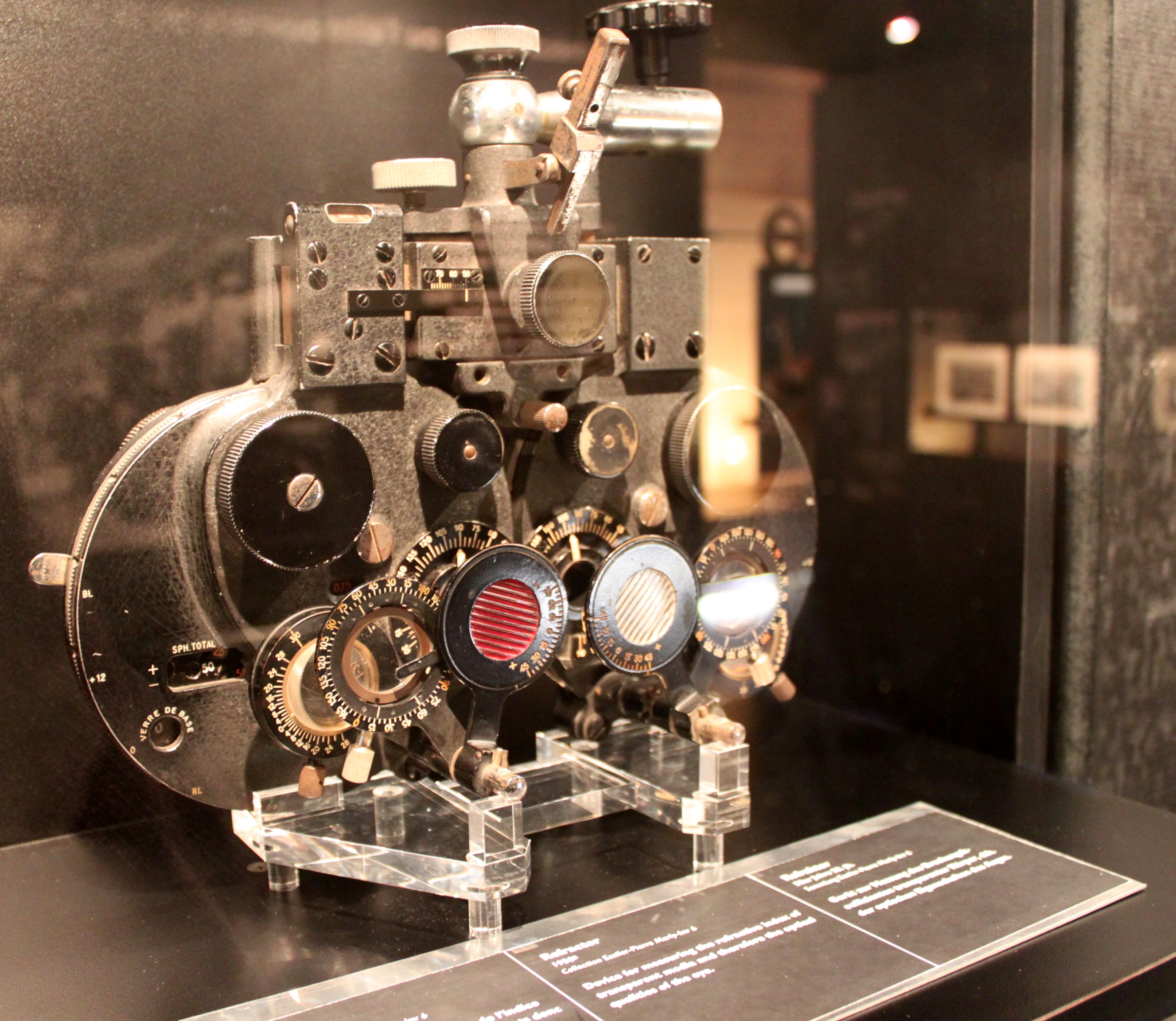
Réfracteur.
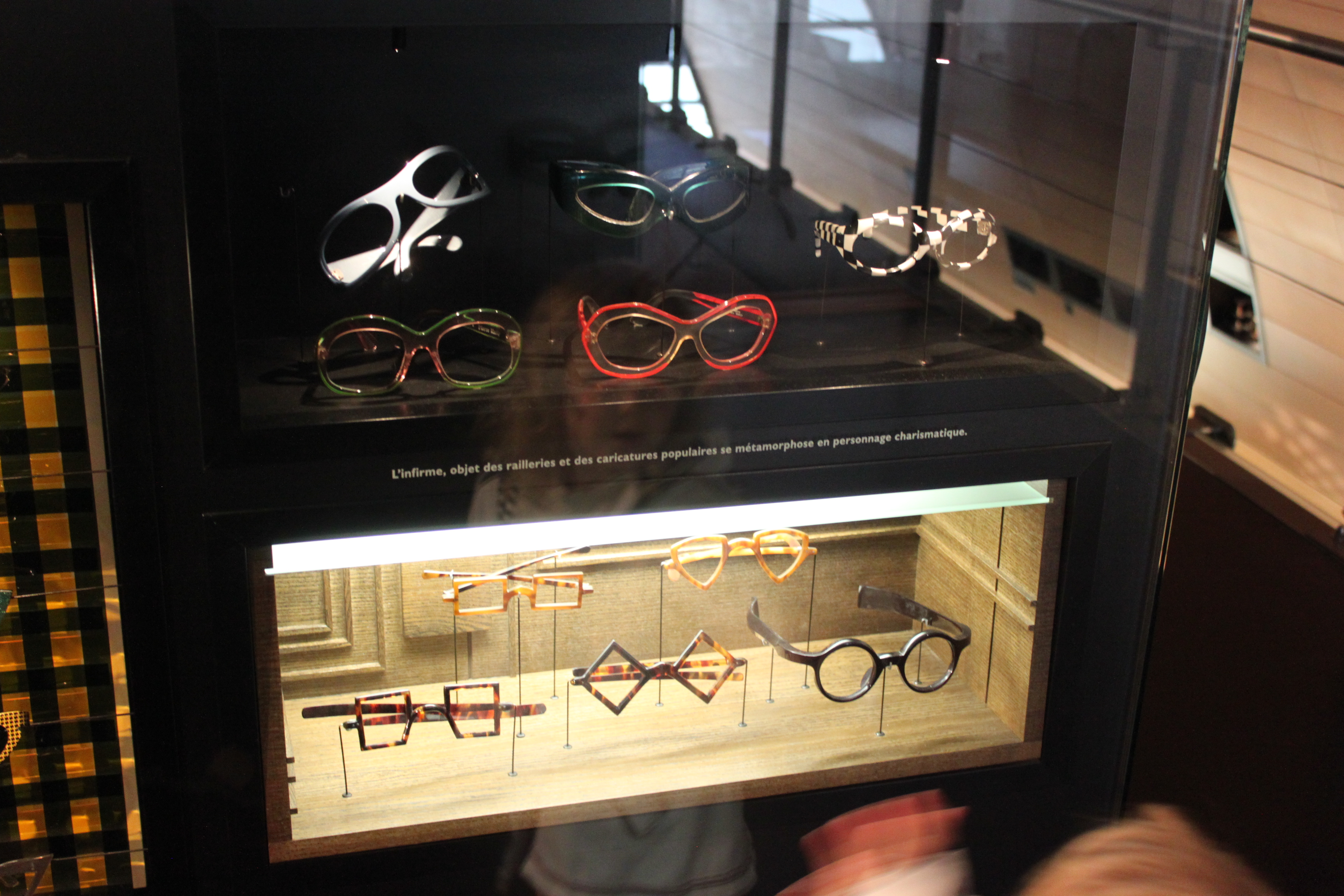
Lunettes.
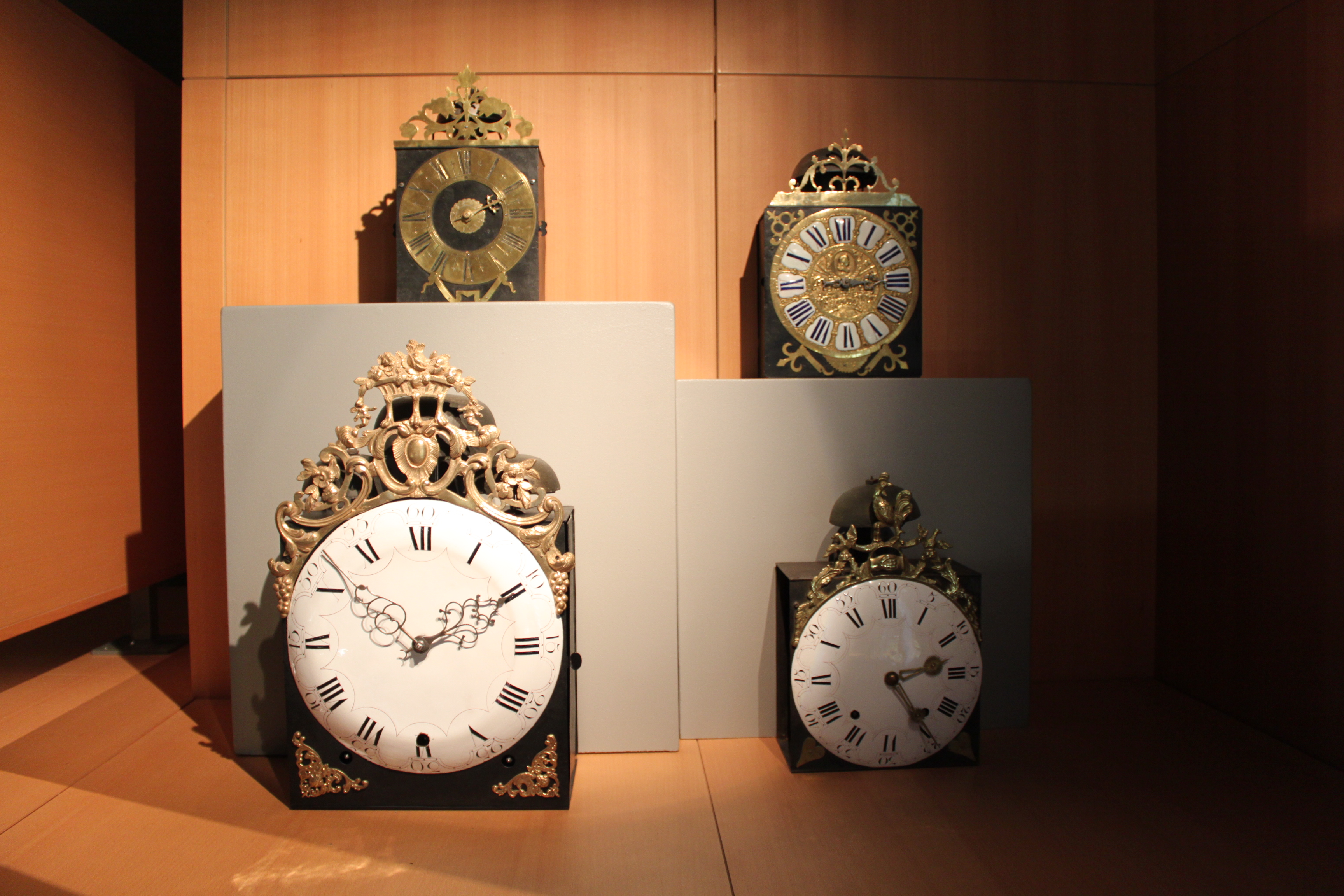
Horloges comtoises du XVIIIe siècle.

## Expositions temporaires
Depuis l'ouverture du musée en 2003, deux à trois expositions temporaires sont organisées chaque année dans une salle située au rez-de-chaussée. L’accès à ces expositions temporaires est gratuit.

## Architecture
Bâtiment très contemporain, bordant la place centrale de Morez, le musée appartient avec les Lunetiers du Jura à un vaste ensemble consacré à la lunetterie : Viséum, conçu par les architectes-muséographes G. Reichardt et G. Ferreux de Lons-le-Saunier.